# Kimjongilia (documental)
Kimjongilia (김정일리아 en coreano) es un documental dirigido por N.C. Heikin que narra las historias en los campos de concentración de Corea del Norte por los sobrevivientes y desertores del país. El documental se estrenó en el Festival de Cine de Sundance en enero del 2009.

## Contenido
La vida en Corea del Norte es examinada a través de entrevistas con desertores norcoreanos. Se incluyen las historias de las personas que sirvieron en los campos de concentración de Corea del Norte, exoficiales militares, y artistas, entre otros.
El título es una referencia a una variedad de flor lleva el nombre del dictador de Corea del Norte. Pero el término puede aplicarse también a sí mismo al dictador norcoreano Kim Jong-il.

## Recepción
El documental sólo tuvo una temporada exagerada limitada y generalmente recibió críticas mixtas. Mientras que el sitio web de críticas, Metacritic, dio a la película una media ponderada de 44/100, sobre la base de sólo cuatro revisiones. Rotten Tomatoes, otro sitio web de críticas, le do una calificación de 60/100 de raiting fuera de diez opiniones. Tan en Metacritic y en Rotten Tomatoes, los comentarios del público son más favorables que los que las calificaciones de los críticos.